# Blériot XI
Pour les articles homonymes, voir Blériot.
Dimensions
Le Blériot XI, ou Blériot Type XI, est un avion monoplan léger produit entre 1909 et 1931 par le constructeur aéronautique français Blériot Aéronautique. Louis Blériot, son inventeur, entre dans l'histoire pour avoir effectué à son bord la première traversée de la Manche le 25 juillet 1909, parcourant 38 km en 37 min à la vitesse moyenne de 61,6 km/h.
Sa configuration monoplan, moteur à l'avant et empennage arrière, très différente de la configuration biplan canard à hélices arrière des avions Wright, est finalement devenue la plus répandue. Blériot pensait que ce serait son dernier avion, car il était ruiné par ses inventions.
Le Blériot XI est un des premiers avions fabriqués en série, commercialisé à des centaines d'exemplaires, en quatre catégories : formation, tourisme, compétition et militaire.

## Histoire
Après avoir découvert les avions Éole (avion) / Ader Avion III des années 1890 de l'inventeur Clément Ader, Louis Blériot élabore à partir de 1901 sa propre série de prototypes. En décembre 1908, il présente son premier modèle d'avion opérationnel abouti et commercialisable, le Blériot XI, à l'Exposition internationale de la Locomotion Aérienne du Grand Palais de Paris (devenu depuis Salon international de l'aéronautique et de l'espace de Paris-Le Bourget).

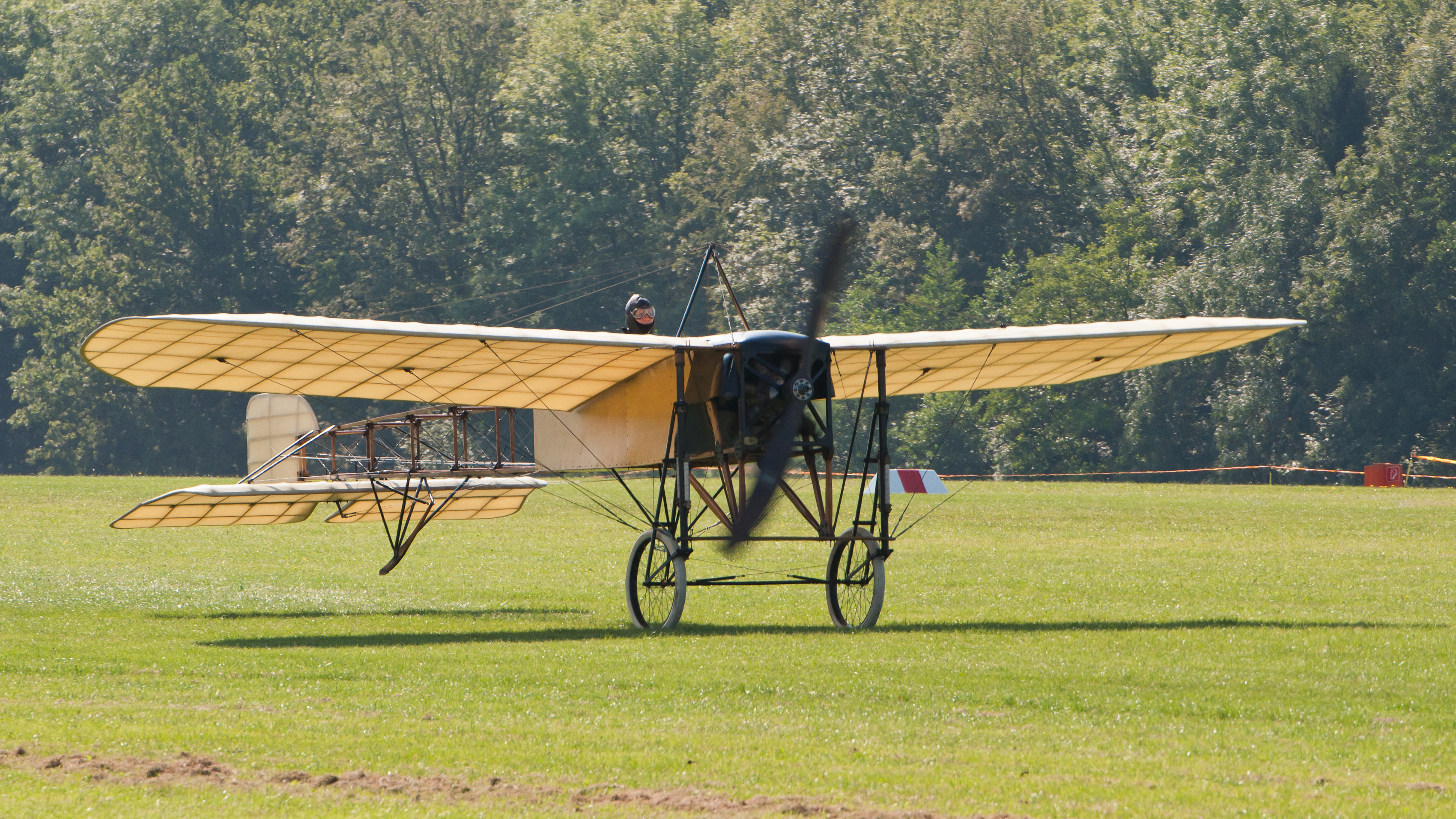
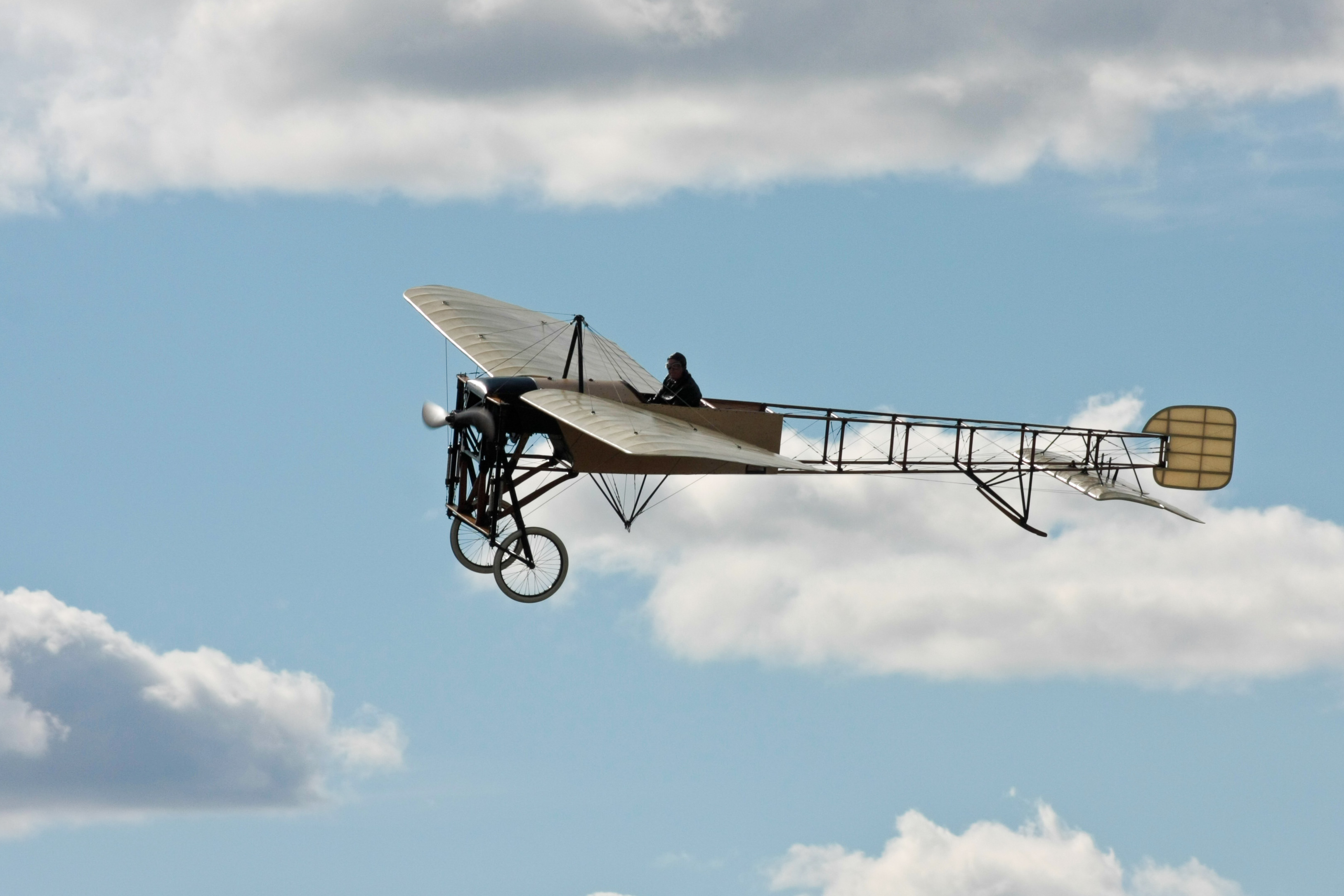
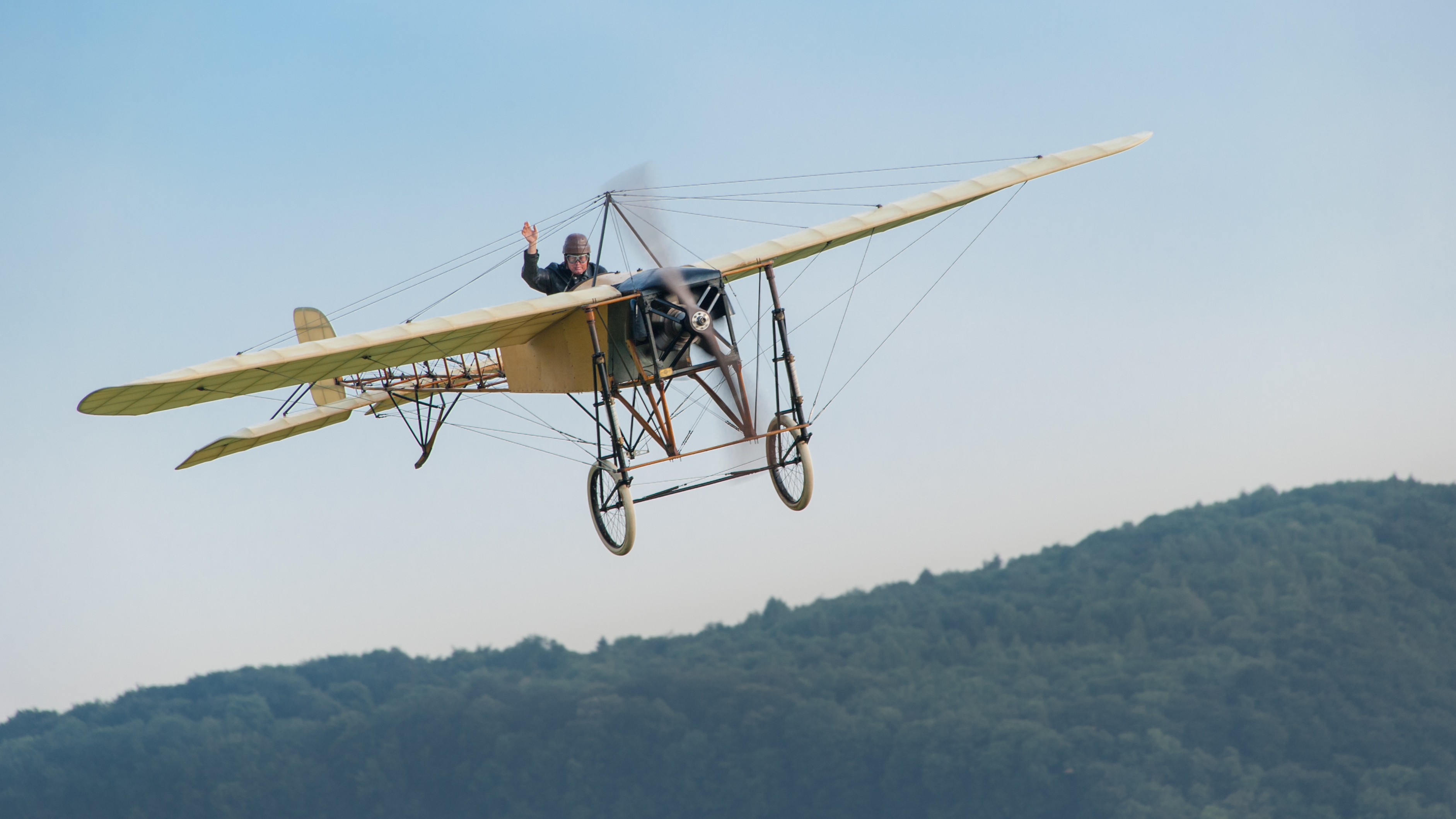
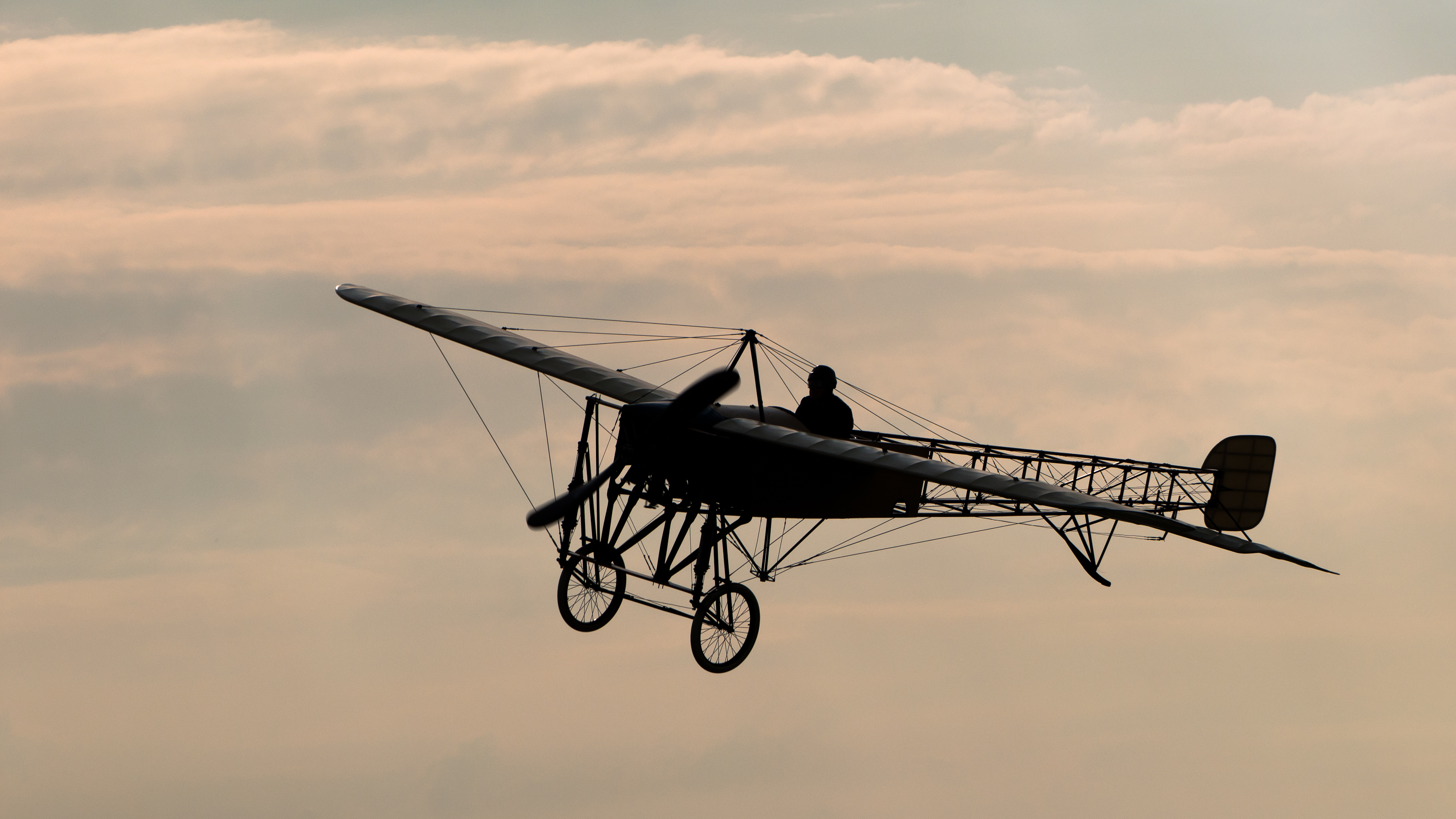

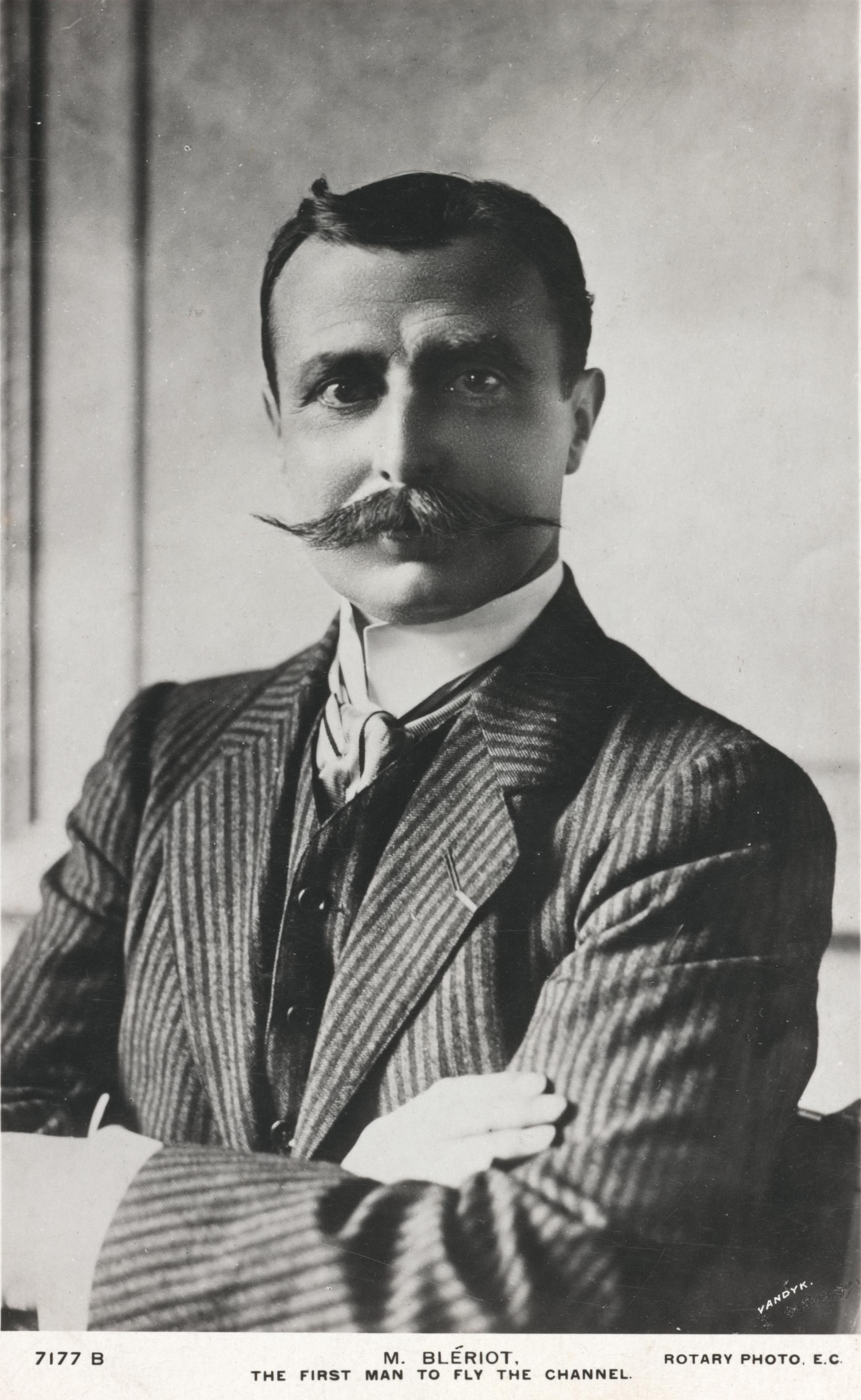
Louis Blériot, vers 1910.

Le vol d'essai inaugural a lieu le 23 janvier 1909 au champ d'aviation d'Issy-les-Moulineaux avec une distance de 200 m à 75 km/h. Le 26 juin 1909, il remporte un record européen de durée de vol de 36 min 55 s. Le 13 juillet 1909, Blériot remporte le premier prix de l'Aéro-Club de France avec un vol de 42 km entre Étampes et Orléans.

### Conception
Évolution du Blériot VIII de 1908, il est en grande partie conçu par l'avionneur Raymond Saulnier. Il révolutionne les règles de conception aéronautique d'alors, avec une structure en frêne, partiellement recouvert de toile, une à trois places, train d'atterrissage à base de roues de bicyclette et petite roue de queue. Le modèle est initialement motorisé par un moteur REP 7-cylindres de 23 ch, puis à partir du second vol du 27 mai 1909, par des moteurs Anzani 3-cylindres de 25 ch, ou moteur Gnome/Gnome et Rhône, etc., et hélice innovante à deux pales en bois de noyer stratifié conçue par Lucien Chauvière.

### Première traversée de la Manche en avion
Le journal britannique Daily Mail organise un grand concours du « premier homme à traverser la Manche en avion », doté d'une récompense de 1 000 livres sterling/25 000 francs-or, avec pour favoris Louis Blériot et son Blériot XI, Hubert Latham sur Antoinette IV, Charles de Lambert avec deux Wright Model A.

Modèle historique du prieuré Saint-Martin-des-Champs du musée des Arts et Métiers du Conservatoire national des arts et métiers de Paris
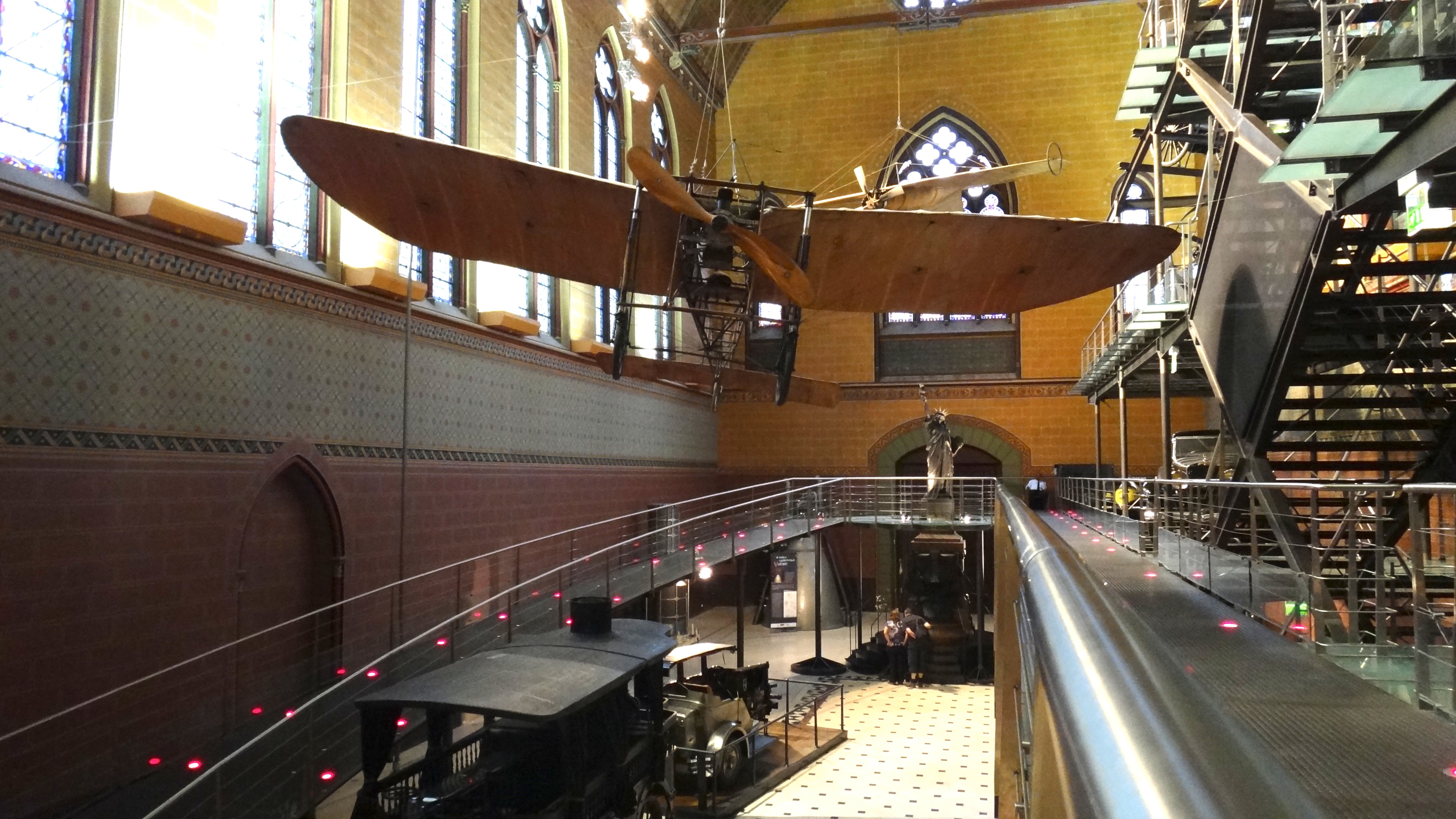
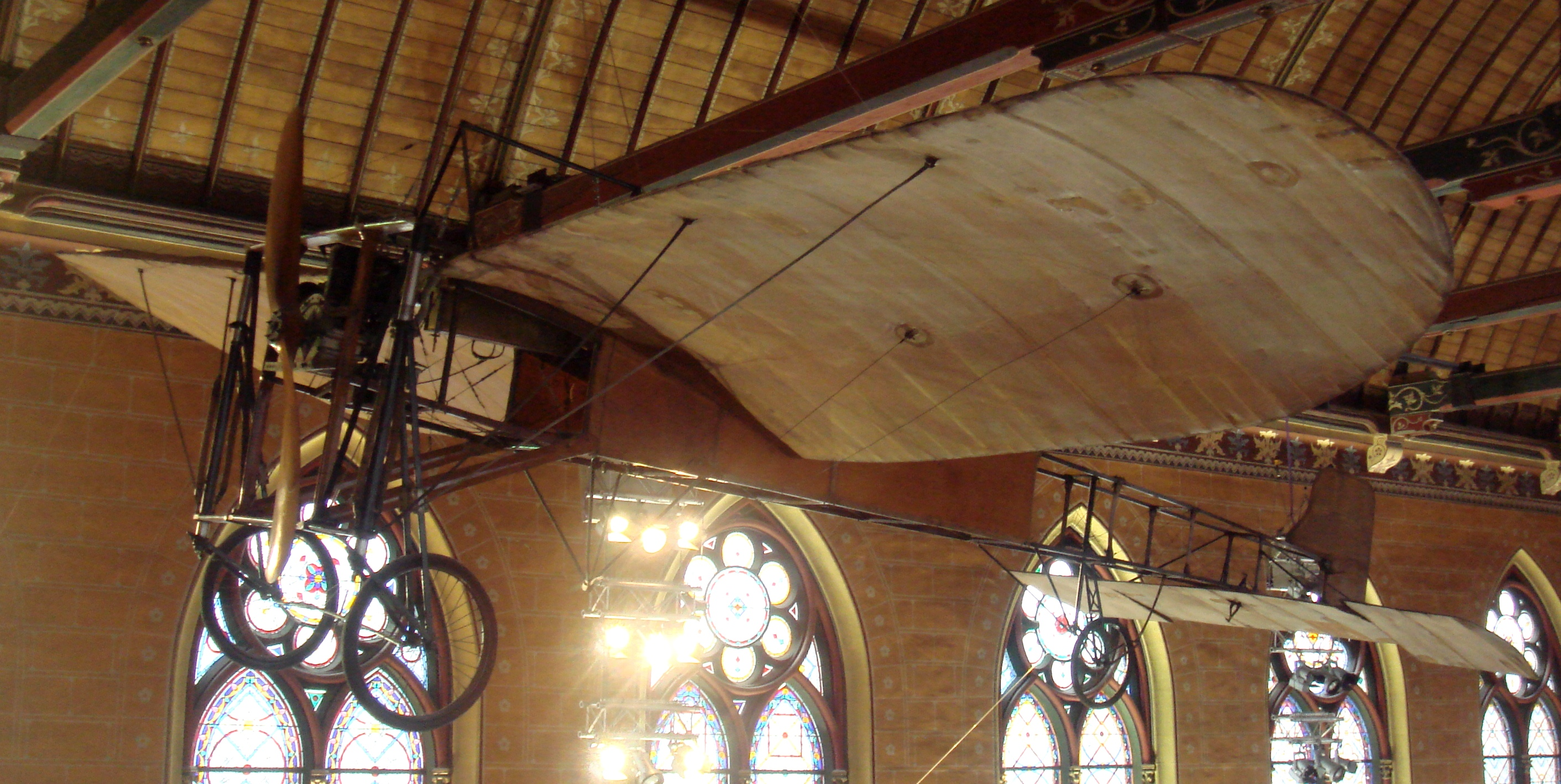
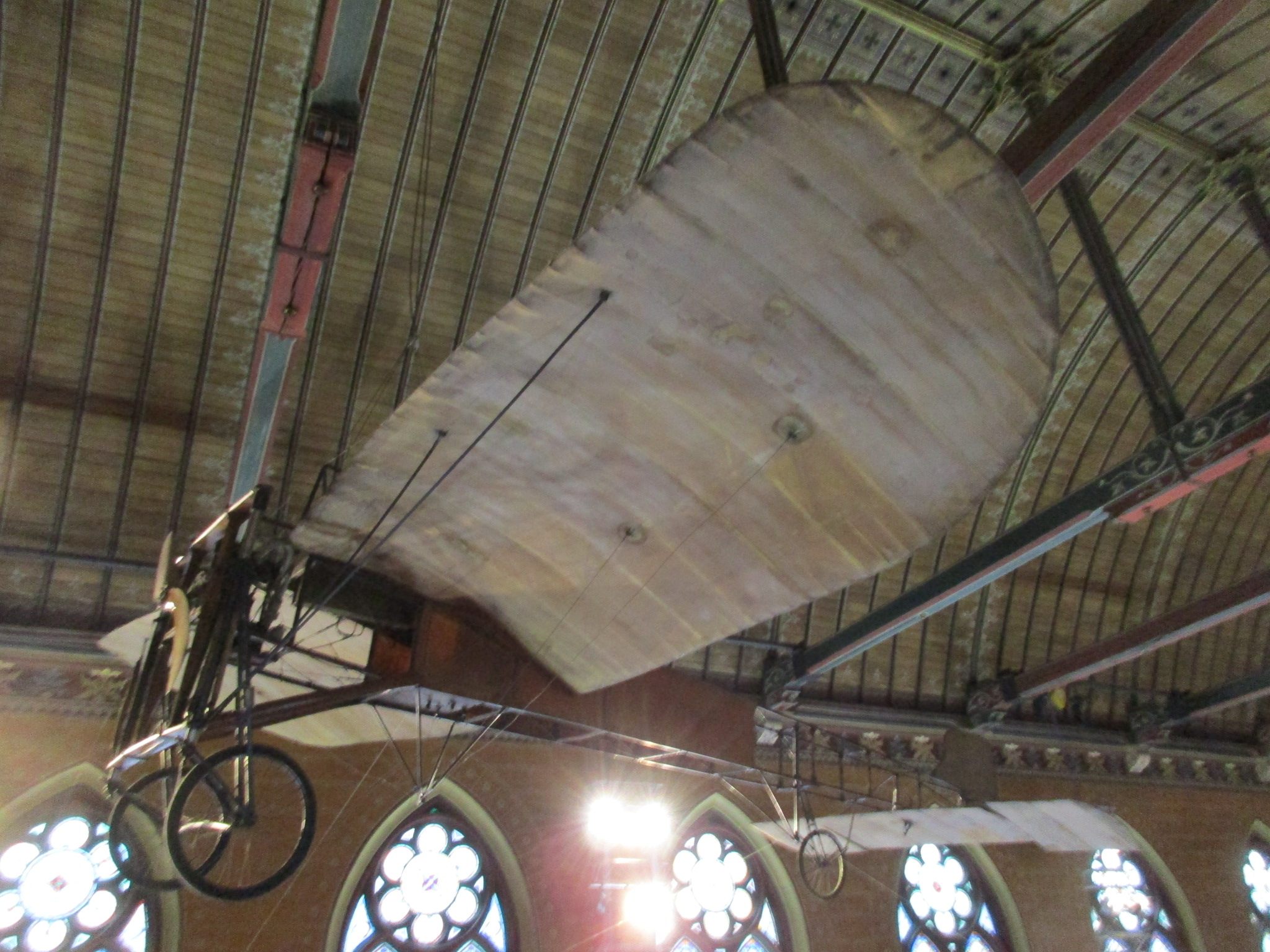
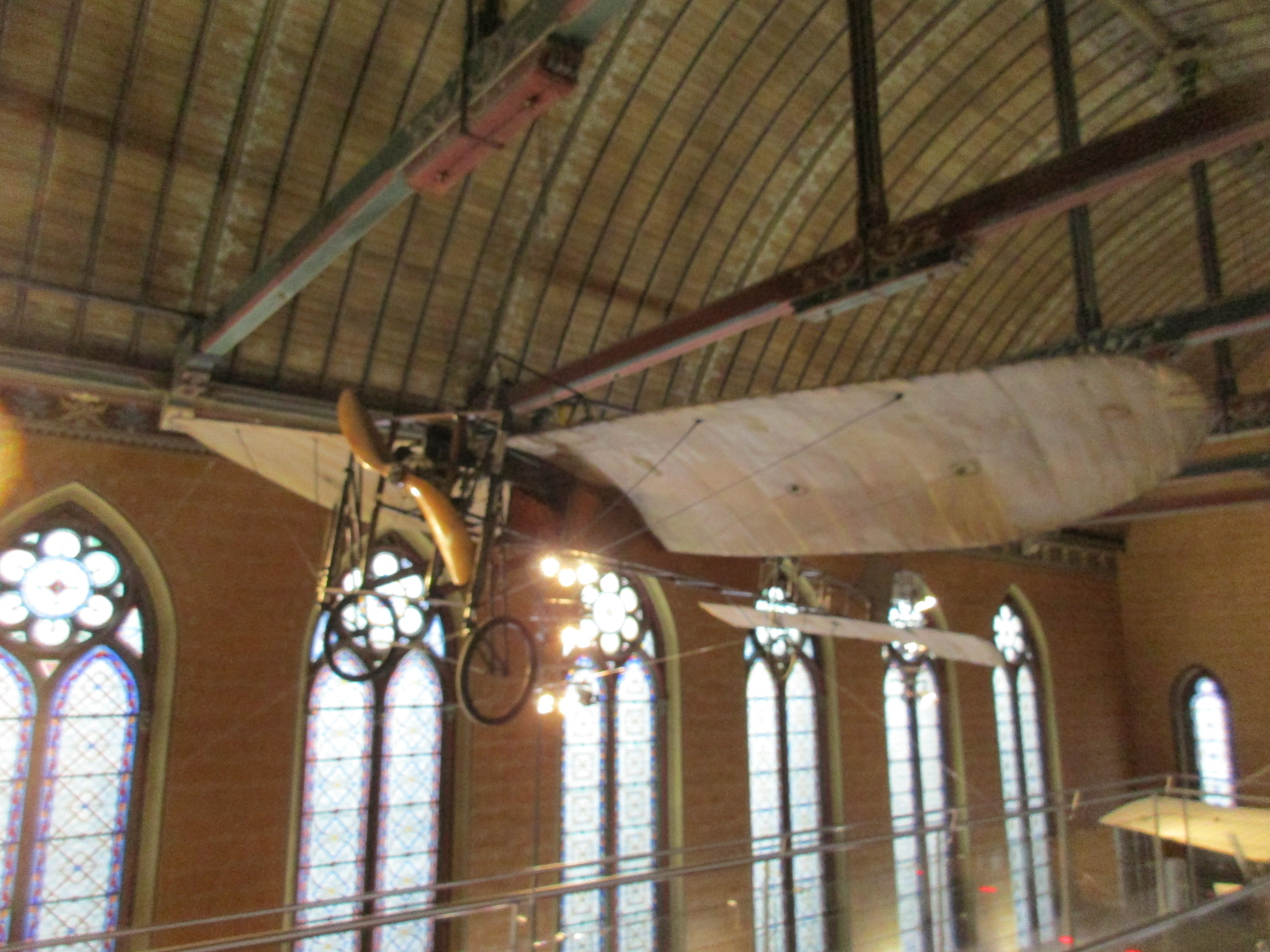
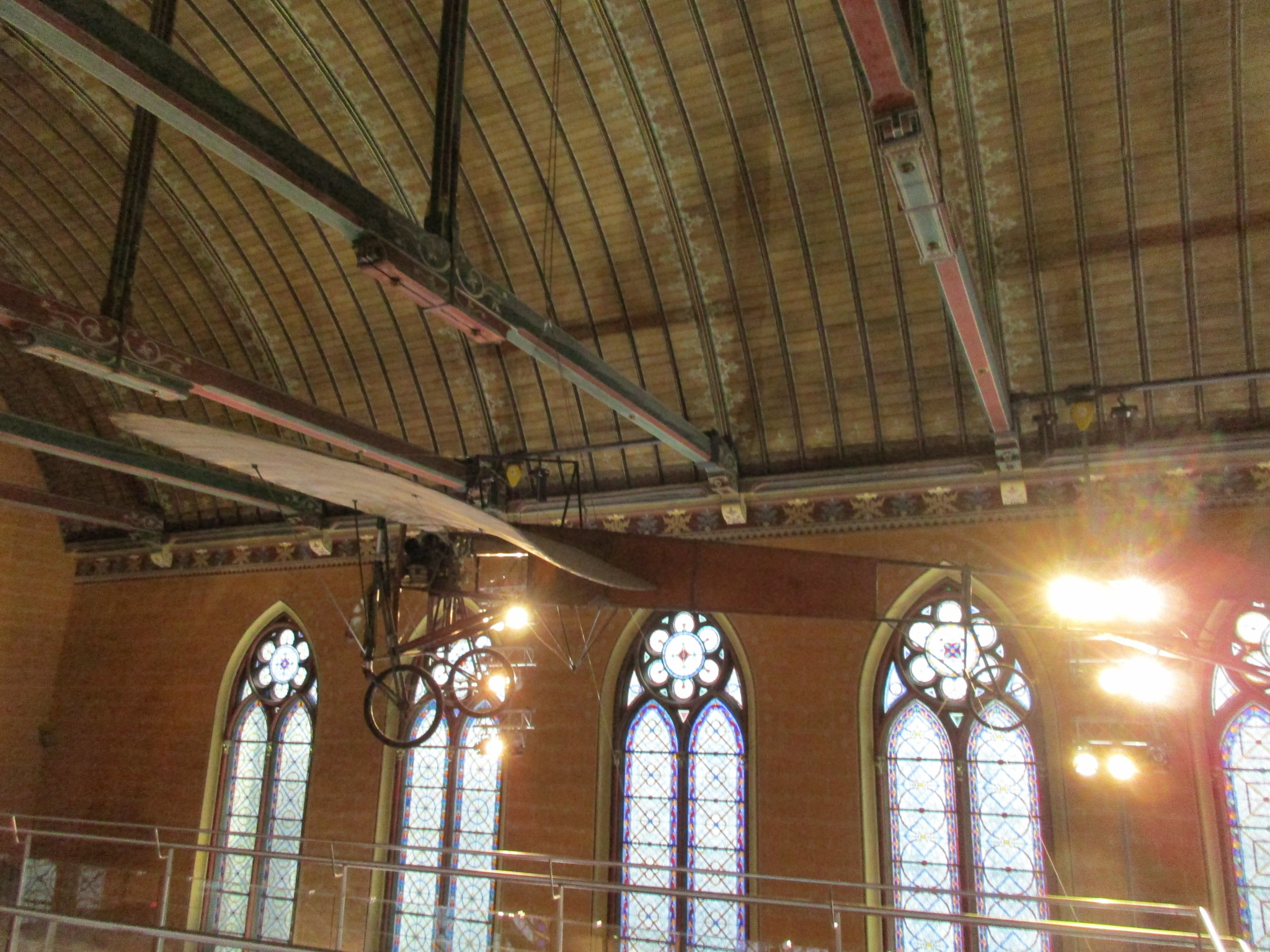

Le 25 juillet 1909, Louis Blériot et son Blériot XI entrent dans la légende mondiale de l'histoire de l'aviation pour le premier vol réussi de 36,5 min de traversée de la Manche. Il décolle au lever de soleil à 4 h 41, d'un champ du hameau Les Baraques près de Calais, vole à vue vers le Nord, sans carte, montre, ni boussole, dans des conditions météo de brouillard et de vent turbulent, à une vitesse moyenne 64 km/h et altitude moyenne de 100 m. Un journaliste du journal Le Matin l'attend au château de Douvres en Angleterre, où il agite un drapeau français pour lui indiquer où atterrir. Blériot atterrit brutalement sans dommage corporel à 5 h 17, après 36,5 min de vol. À son retour à Paris, il est porté en triomphe par les médias internationaux. Le journal britannique Daily Express titre alors « la Grande-Bretagne n'est plus une île ». L'avion de l'exploit, lauréat du prix Archdeacon, est acheté par le journal Le Matin à Blériot, puis offert au musée des Arts et Métiers de Paris, où il est exposé depuis au plafond du prieuré Saint-Martin-des-Champs.

### Succès industriel et commercial
La gloire médiatique de Louis Blériot vaut un important succès commercial et économique à son industrie de construction aéronautique Blériot Aéronautique, qu'il fonde en 1909. Plus de 800 Blériot XI sont vendus entre 1909 et 1919. Blériot fonde également de nombreuses écoles de pilotage, à Buc (Yvelines), puis à Étampes près de Paris en 1909 et à Pau en 1910, puis de nombreuses autres, où sont formés des milliers de pilotes de l'Aéro-Club de France.

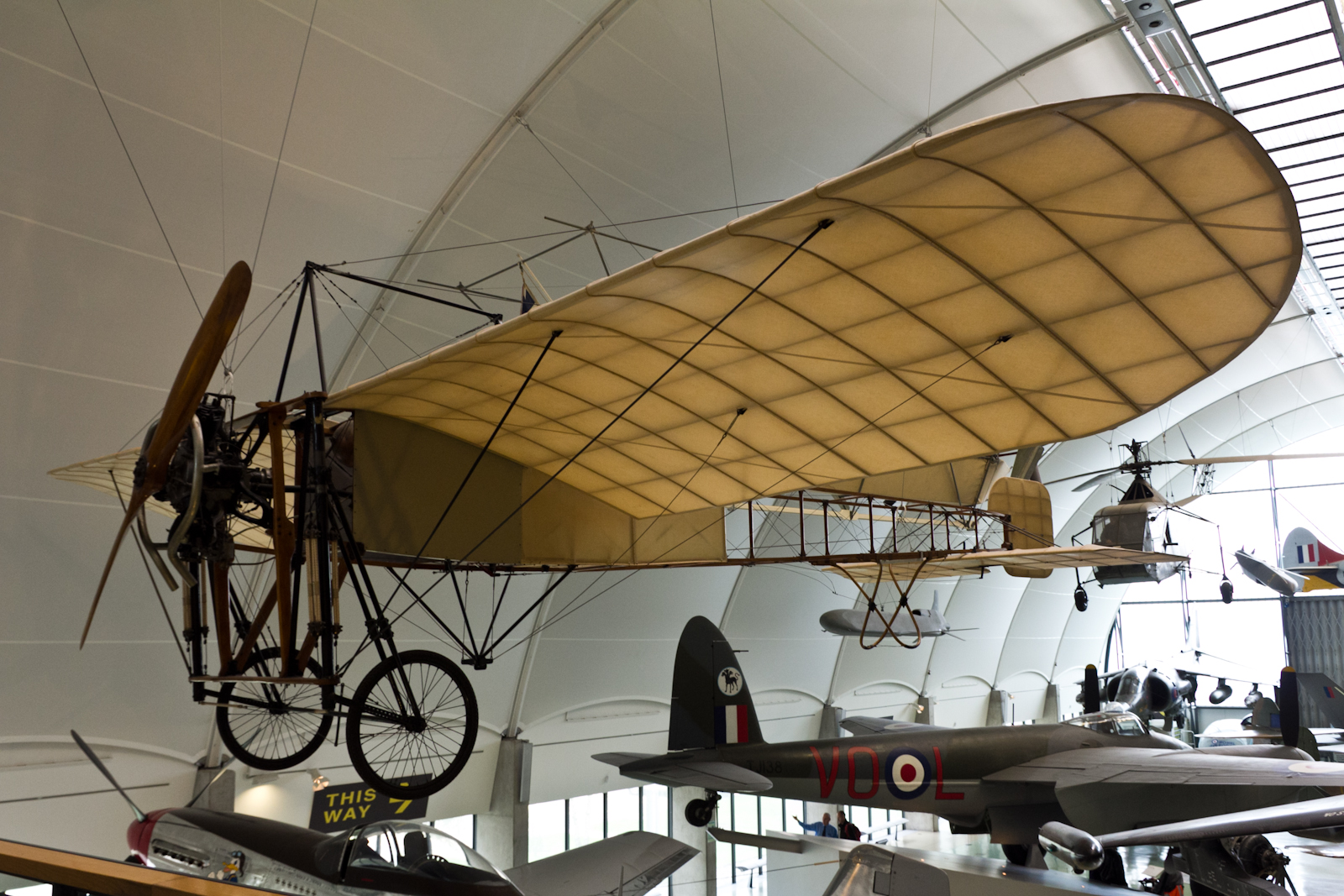
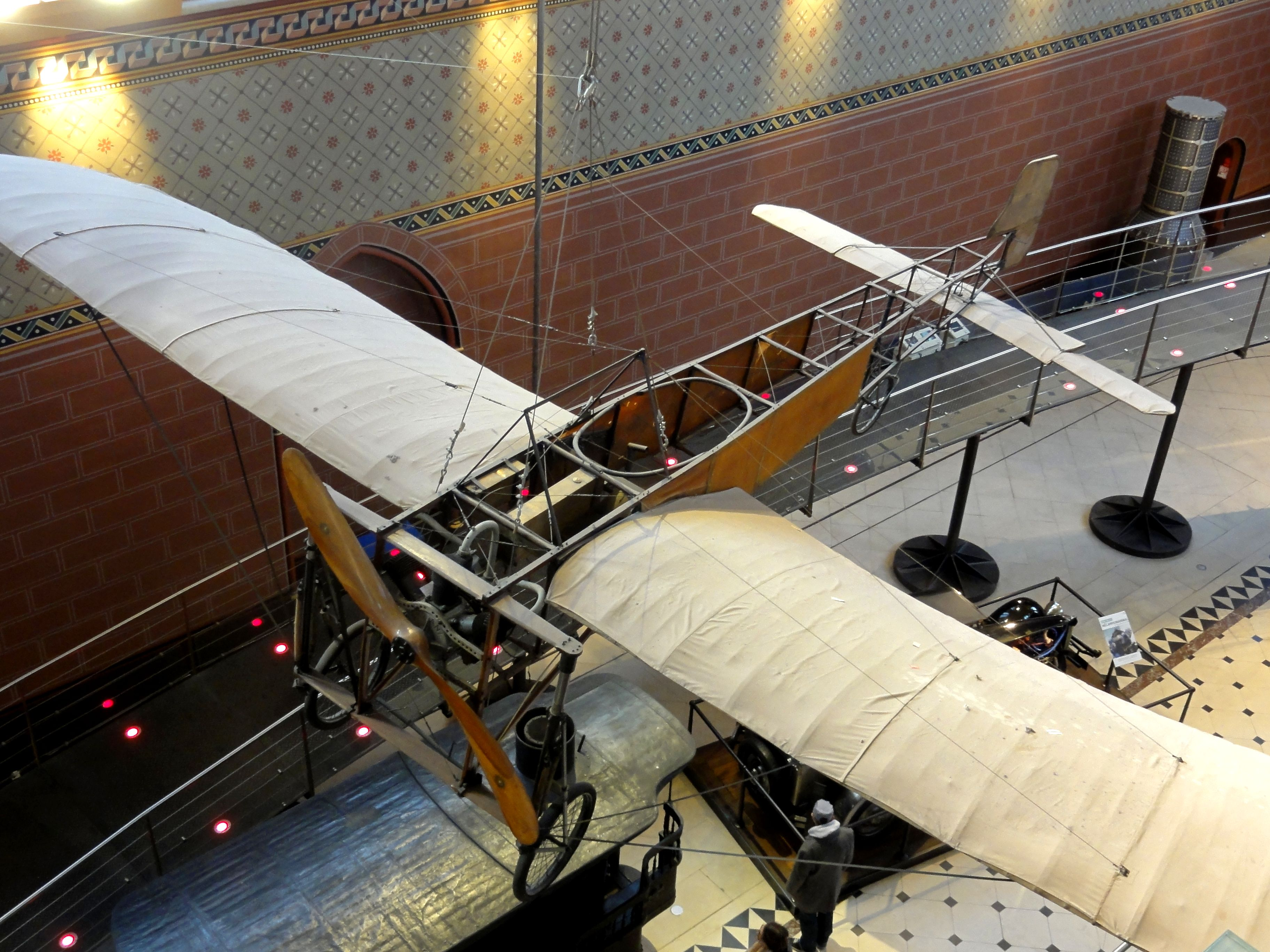
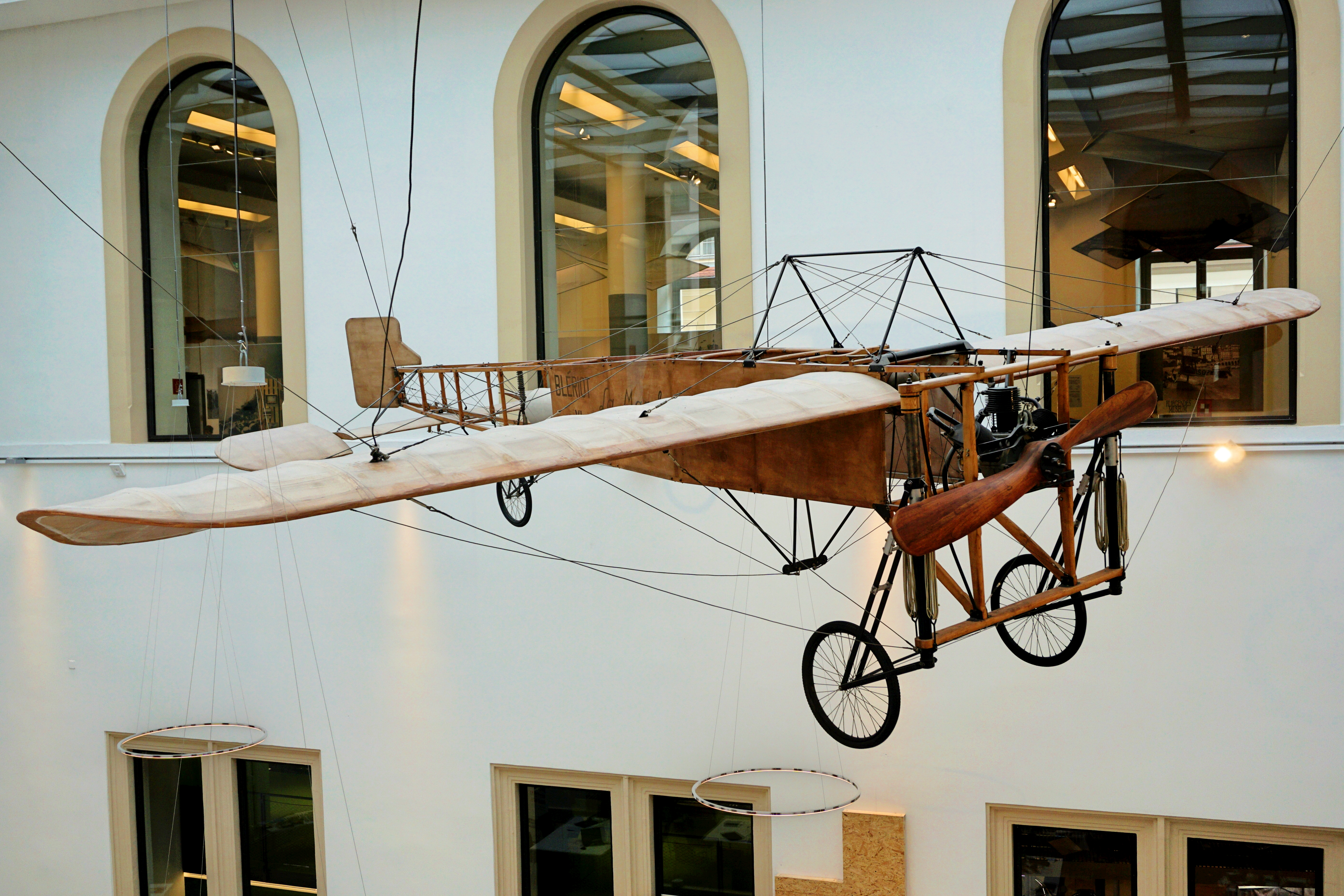
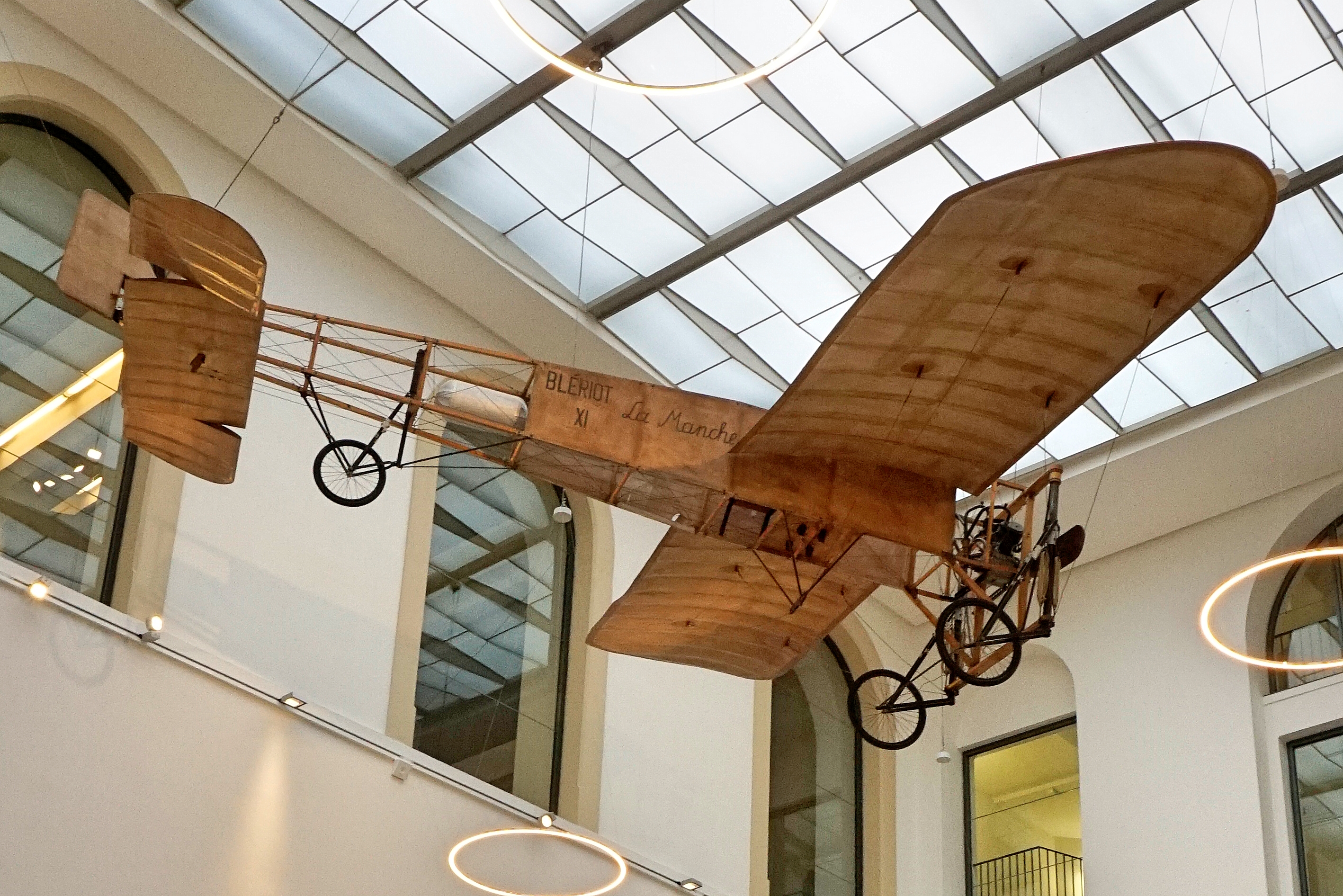

### Compétition aérienne

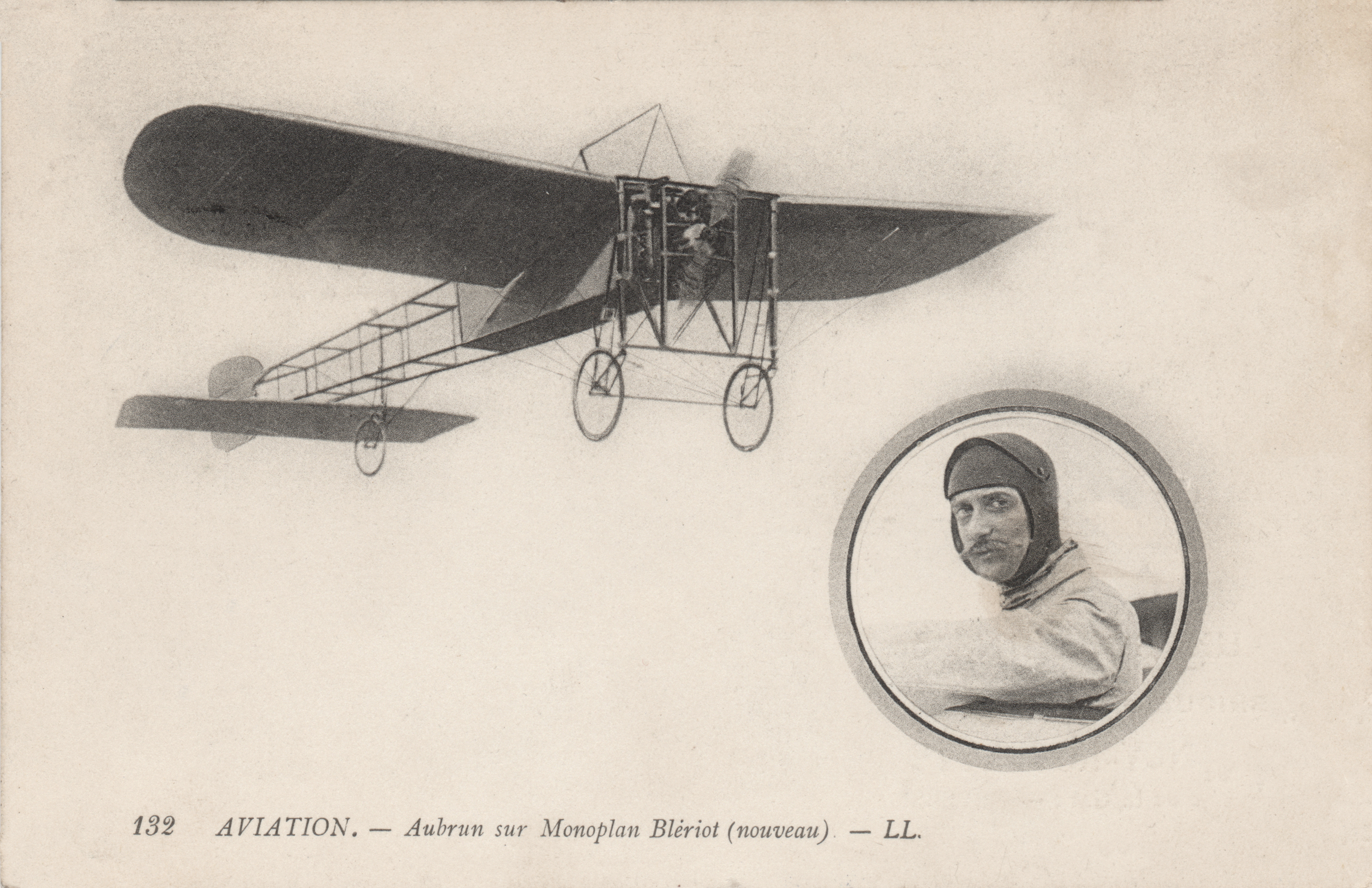
Emile Aubrun sur monoplan Blériot

Le Type XI domine la compétition aérienne européenne de 1909 à 1912 et remporte de nombreux records de vitesse aérien, avec entre autres les pilotes Alfred Leblanc, Émile Aubrun, André Beaumont, Roland Garros, Jorge Chávez Dartnell, Oskar Bider, Léon Delagrange, Eugène Gilbert, Claude Grahame-White, Tryggve Gran, Hubert Le Blon, Jan Olieslagers, Adolphe Pégoud, Harriet Quimby.

### Guerre de Libye et Première Guerre mondiale
Durant la Guerre italo-turque et la   Première Guerre mondiale, le Blériot XI est décliné en de nombreuses variantes militaires (avion de reconnaissance, avion de chasse, chasseur-bombardier, bombardier, etc.) par l'Aéronautique militaire française (au moins huit escadrons), et est vendu à de nombreux pays du monde (Royal Flying Corps des Forces armées britanniques, Aéronautique militaire italienne, force aérienne suisse (deux Blériot XI-b rachetés à leurs propriétaires civils), etc.). Il est entre autres utilisé en 1913 par le chef-pilote de Breguet Adolphe Pégoud, pour le premier largage d'un parachutiste, et inaugure les premiers appontages.

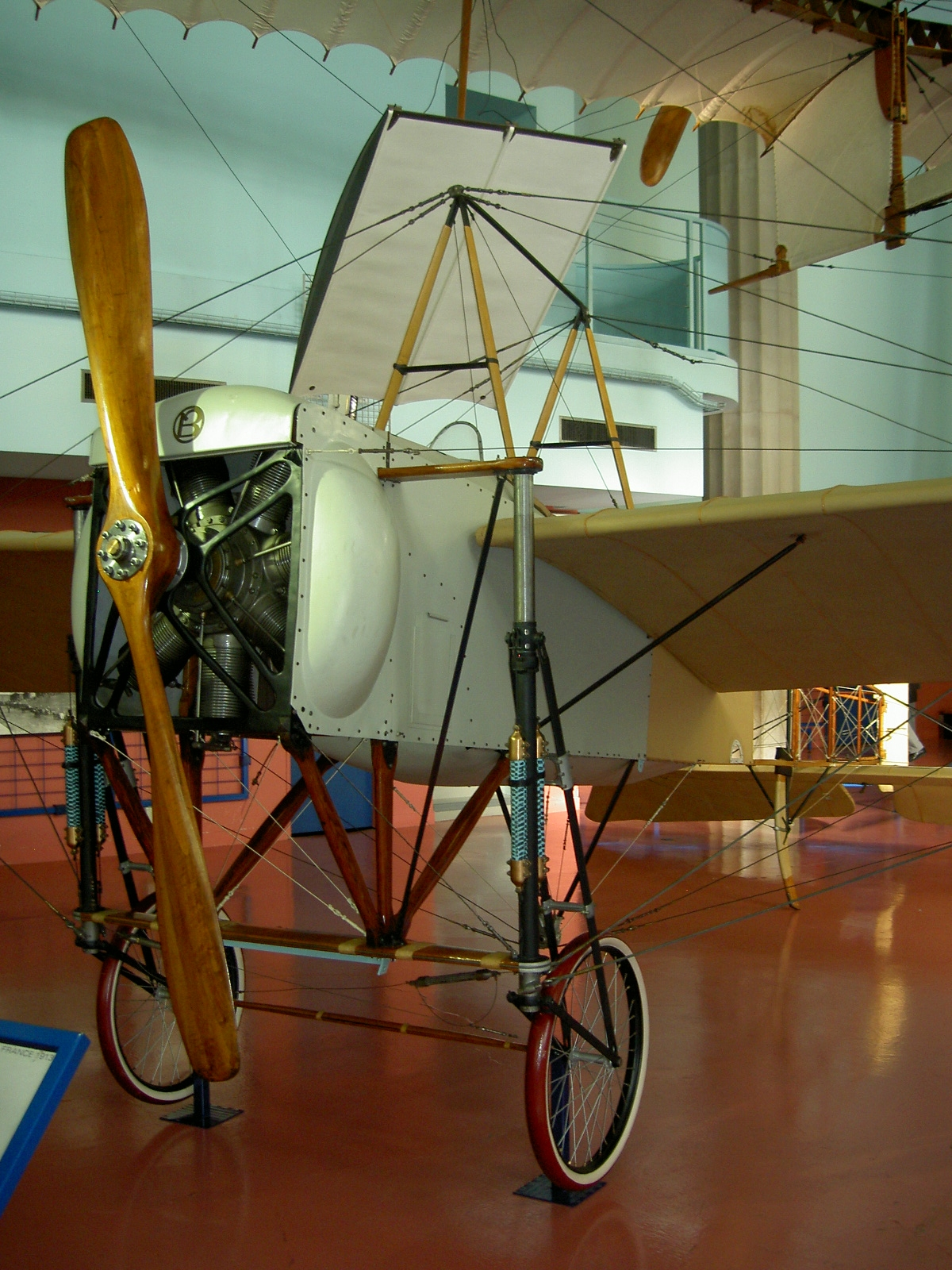
Blériot XI-2 préparé par Adolphe Pégoud, musée de l'Air et de l'Espace de l'aéroport de Paris-Le Bourget.

## Blériot XI exposés
Un Blériot XI ayant appartenu à Oscar Bider et racheté par la Suisse pendant la Première Guerre mondiale est exposé au musée des Transports de Lucerne, en Suisse. Le Flieger Flab Museum à Dübendorf expose également un Blériot XI. Le musée Maurice-Dufresne expose un Blériot XI original.

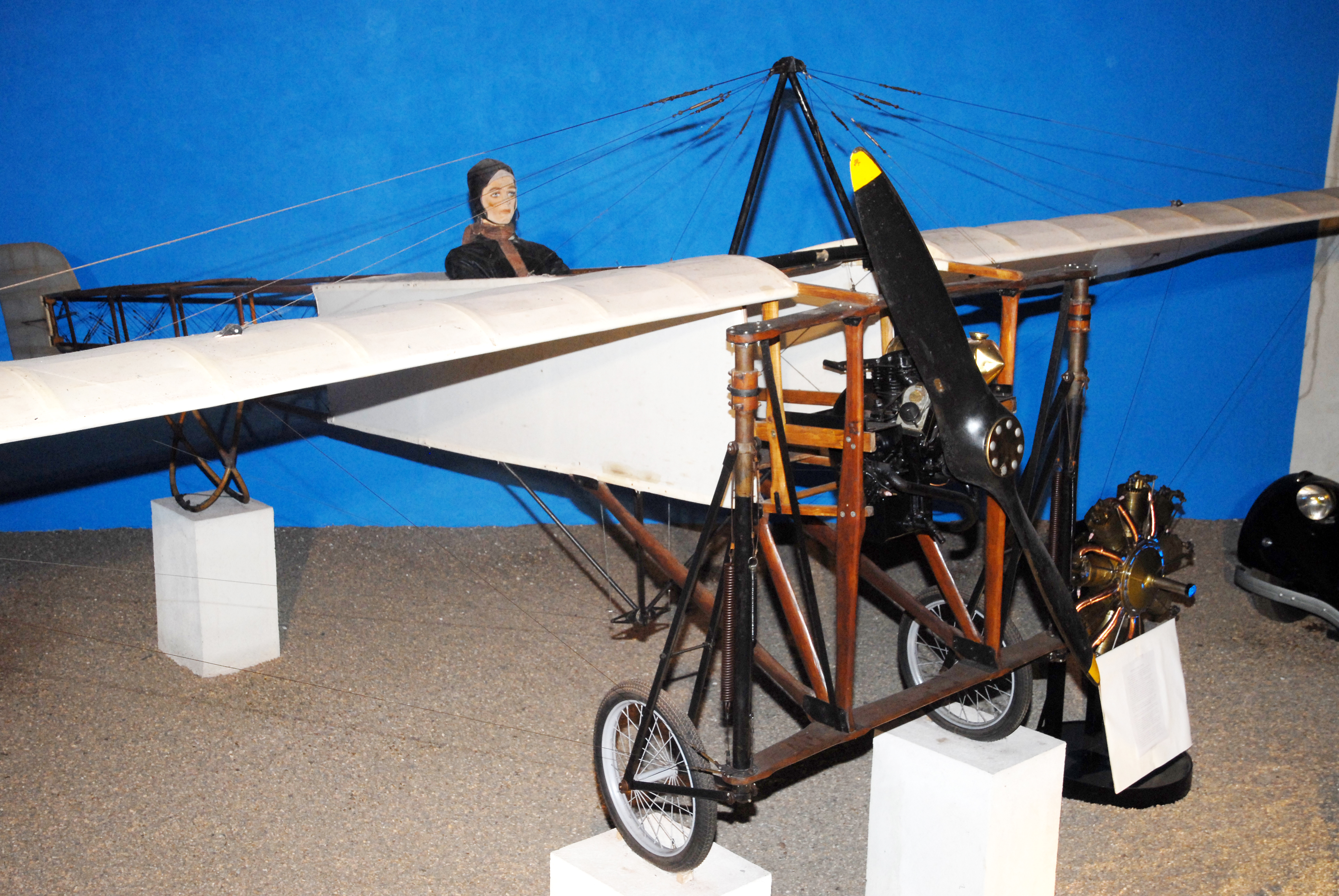
Blériot XI, musée Maurice-Dufresne.

## Variantes
- XI : moteur REP 30 ch, puis moteur Anzani
- XI bis : ajout de plumes de la queue et d'ascenseurs elliptiques, avec moteur Gnome
- XI-2 : deux sièges tandem, moteur Gnome de 80 ch, 120 km/h
- XI-2 bis : deux sièges côte à côte
- XI-BG (Blériot-Gouin) : deux places, avion de reconnaissance à aile haute, modèle parasol
- XI-3 : trois places en tandem, avec moteur de 140 ch
- XI E1 : avion école d'entraînement monoplace
- XI R1 : Pingouin, avion d'entrainement au sol. Ce modèle a une envergure réduite ne lui permet pas de voler. Il était dédié a l'apprentissage du pilotage au sol des avions. Son nom est par analogie à l'oiseau aux ailes atrophiées incapable de voler.
- XI-2 hydro : hydravion biplace, moteur Le Rhone de 80 ch, 110 km/h